# Computer Technology de España
Computer Technology de España ( CTE ) fue una compañía cien por cien española, dedicada al desarrollo y construcción de Computadoras, partes de ordenadores, software y aplicaciones.
Fundada en 1978, fue una de las pioneras en su sector.
Algunos de sus productos estrella fueron: 
- El Ordenador Computec S/1, basado en el microprocesador Z80
- El Ordenador Computec XP,  basado en el microprocesador Intel 8088
- La tarjeta de comunicaciones ICA para PC ( con un Procesador Z80 CPU y un Z80-SIO con dos puertos serie sincronos / asincronos con salida RS-232 )
- La tarjeta LANA adaptadora de Red ArcNet
- La tarjeta Cuádruple VGA para PC, con cuatro VGAs independientes.